# Ixa
Ixa là một chi cua sỏi Ấn Độ-Thái Bình Dương thuộc họ Leucosiidae. Chi này được William Elford Leach mô tả và thành lập đầu tiên vào năm 1816. Một loài trong họ, cua sỏi Biển Đỏ (Ixa monodi), là loài di cư ở Lessepsian và loài này lần đầu tiên được mô tả cho khoa học từ các mẫu vật thu thập được trên Biển Địa Trung Hải mặc dù chúng có nguồn gốc từ Biển Đỏ và đã xâm lấn phía đông Địa Trung Hải thông qua Suez. Con kênh.

## Các loài
Chi Ixa gồm các loài đã phân loại được liệt kê dưới đây:
- Ixa acuta (Tyndale-Biscoe & George, 1962)
- Ixa cylindrus (Fabricius, 1777)
- Ixa edwardsii (H. Lucas, 1858)
- Ixa holthuisi (Tirmizi, 1970)
- Ixa inermis (Leach, 1817)
- Ixa investigatoris (Chopra, 1933)
- Ixa monodi (Holthuis & Gottlieb, 1956)
- Ixa profundus (Zarenkov, 1994)
- Ixa pulcherrima (Haswell, 1879)